# Alkanhefen
Als Alkanhefen werden verschiedene Hefepilzarten bezeichnet, die n-Alkane als Energie- und Kohlenstoffquelle nutzen können. Die Pilze wachsen auf Erdölfraktionen und können die darin enthaltenen Alkane abbauen. Wichtige Arten dieser künstlich zusammengestellten Gruppe sind etwa Candida tropicalis, Yarrowia lipolytica sowie Pichia- und Rhodotorula-Arten.

## Belege
1. ↑  Stichwort „Alkanhefen“ in: Herder-Lexikon der Biologie. Spektrum Akademischer Verlag GmbH, Heidelberg 2003. ISBN 3-8274-0354-5.